# Набор ассоциаций
«Набор ассоциаций» — второй альбом русского рэпера Кравца. На альбоме присутствую совместные композиции с такими исполнителями, как 5Плюх, Андрей Аверин, CHECK, Заги БОК и многими другими. В поддержку альбома, на песни «Эндорфин», «Близко», «Против ветра» и «Море» были выпущены клипы.
Николай Редькин в своей рецензии на портале Rap.ru дал альбому положительную оценку. Несмотря на пропагандируемые исполнителем жизненные ценности — «жить не во лжи» — критиком отмечается отсутствие пафоса и манифестаций.

## Список композиций
| №   | Название                                                         | Длительность |
| --- | ---------------------------------------------------------------- | ------------ |
| 1.  | «Интро»                                                          | 3:20         |
| 2.  | «Эндорфин» (при участии А. Аверина)                              | 2:50         |
| 3.  | «А вот и я» (при участии Н. Поволоцкой)                          | 4:04         |
| 4.  | «Чисто по плану» (при участии Н. Поволоцкой и Таира)             | 3:46         |
| 5.  | «Против ветра»                                                   | 3:57         |
| 6.  | «Деньги» (при участии Н. Поволоцкой и Чека)                      | 3:37         |
| 7.  | «Назад решаем»                                                   | 2:22         |
| 8.  | «Море»                                                           | 3:08         |
| 9.  | «Скит»                                                           | 0:34         |
| 10. | «Набор aссоциаций» (при участии Н. Поволоцкой)                   | 4:40         |
| 11. | «Близко» (при участии Буримэ и Карабина)                         | 3:53         |
| 12. | «Дай попробовать» (при участии А. Панайотова, М. Зайцева и Чека) | 3:46         |
| 13. | «Повторяй» (при участии Н. Поволоцкой)                           | 2:55         |
| 14. | «Без вранья» (при участии 5 Плюх)                                | 3:31         |
| 15. | «Это все любовь» (при участии Загибок)                           | 3:33         |
| 16. | «Друзья марихуаны»                                               | 4:53         |
| 17. | «Иногда» (при участии Н. Поволоцкой)                             | 3:14         |